# Sele, Ravne na Koroškem
Sele so naselje v Občini Ravne na Koroškem.